# Frank Wess
Frank Wellington Wess (Kansas City, 4 gennaio 1922 – New York, 30 ottobre 2013) è stato un sassofonista e flautista statunitense.